# 安徽医科大学临床医学院
安徽医科大学临床医学院位于合肥市蜀山区，是一所普通全日制本科独立学院。2003年由安徽医科大学和安徽医科大学第一附属医院等合作投资创办。2017年遵照教育部26号令要求，由安徽医科大学与安徽新华集团投资有限公司合作举办。

## 系部
- 临床医学系
- 护理系
- 医学技术系
- 药学与生物医学工程系
- 公共卫生与卫生管理系
- 基础医学部
- 马克思主义学院
- 公共课程部
- 实验教学中心